# Sławki (województwo pomorskie)
Sławki, dodatkowa nazwa w języku kaszubskim Słôwczi, (niem. Schlawkau) – wieś kaszubska w Polsce, położona w województwie pomorskim, w powiecie kartuskim, w gminie Somonino, na turystycznym szlaku Wzgórz Szymbarskich. Siedziba sołectwa Sławki, w skład którego wchodzą również: Sławki Górne, Dębowo, Graniczny Dwór, Owczarnia. 
| SIMC    | Nazwa          | Rodzaj    |
| ------- | -------------- | --------- |
| 0172646 | Dębowo         | część wsi |
| 0172652 | Graniczny Dwór | część wsi |
| 0172669 | Owczarnia      | część wsi |

W latach 1975–1998 wieś administracyjnie należała do województwa gdańskiego.
Wieś leży na trasie magistrali węglowej (Maksymilianowo-Kościerzyna-Gdynia) i zlokalizowany jest w niej przystanek kolejowy Sławki.

## Nazwa miejscowości
Pierwsze wzmianki dotyczące miejscowości pochodzą z czasów książąt pomorskich, z połowy XIII wieku. Występowała jako Sławkowo lub Sławkowy, a postać Sławki utrwaliła się dopiero w XX w. Niemiecka forma Schlawkau również wskazuje na postać Sławkowo lub Sławkowy. W rdzeniu nazwy tkwi skrócone imię Sławek, pochodzące od jednego z pełnych imion z trzonem Sława. Zmiana postaci Sławkowy do Sławki dokonała się za pośrednictwem postaci dopełniacza. Z formy do Sławków można było wyprowadzić zarówno postać mianownika Sławkowy jak i Sławki.
W okresie II wojny światowej w ramach zorganizowanej akcji zniemczania słowiańskich nazw na terenie Kaszub i całego Pomorza Nadwiślańskiego funkcjonowała ahistoryczna nazwa Schlaffenberg.

## Historia miejscowości
Dawna wieś rycerska. Pierwszy raz wzmiankowana w 1241 gdy książę Sambor II darował całą kasztelanię goręczyńską, łącznie ze Sławkami biskupowi kujawsko-pomorskiemu Michałowi. Biskup nie cieszył się jednak długo darowizną. Odebrał mu ją skonfliktowany z nim książę Świętopełk II Wielki. Po chwilowej utracie w 1252 r. kasztelania wróciła ostatecznie do Pomorza w r. 1282. Po przejęciu Pomorza Wschodniego przez Zakon Krzyżacki, od 1311 r. dobra rycerskie w wójtostwie tczewskim z obowiązkiem służby wojskowej w razie wojny.
Po drugim pokoju toruńskim z 1466 r. część Korony Polskiej w autonomicznej prowincji Prusy Królewskie, włączonej bezpośrednio do I Rzeczpospolitej w roku 1569.  
Od roku 1772 po I rozbiorze Polski w Królestwie Prus.
W roku 1885 oprócz majątku we wsi było 6 gospodarstw gburskich i 18 zagrodników. Była też cegielnia, mleczarnia i hodowla bydła rasy holenderskiej. Na koniec 1892 r. Sławki miały razem z przysiółkami 218 mieszkańców, w tym 137 Kaszubów (124 katolików i 13 ewangelików) i 81 Niemców ewangelików. W roku 1910 mieszkańców było 322 (227 Kaszubów i 95 Niemców). 
W roku 1913 właścicielem dóbr rycerskich był Kietzmann z Somonina. We wsi był też tartak o napędzie parowym, którego właścicielem był J.Markowski.